# 金钱鱼
金钱鱼（学名：Scatophagus argus）为輻鰭魚綱鱸形目刺尾魚亞目金钱鱼科的其中一種，俗名金鼓。

## 分布
本魚分布于印度太平洋區，包括紅海、波斯灣、阿曼灣、伊朗、斯里蘭卡、孟加拉、巴基斯坦、印度、柬埔寨、日本、韓國、中國、台灣、越南、泰國、新加坡、馬來西亞、菲律賓、巴布亞紐幾內亞、澳洲、密克羅尼西亞、帛琉、斐濟、東加、法屬波里尼西亞、薩摩亞群島。该物种的模式产地在印度。

## 深度
水深1至10公尺。

## 特徵
本魚體側扁，呈圓盤狀，背部高聳隆起，口小。鱗片細小，魚體呈黃褐色，散布許多黑色圓斑，腹部銀白色，尾鰭截形，背鰭硬棘10至11枚；背鰭軟條 16至18枚；臀鰭硬棘4枚；臀鰭軟條13至15枚，體長可達38公分。

## 生態
本魚棲息於熱帶海域，常在河口處的蚵棚、紅樹林或堤防區的消波塊附近活動，屬廣鹽性魚類，受驚嚇會發出「嘓嘓」的叫聲。屬雜食性，以藻類及小型底棲無脊椎動物為主食。

## 經濟利用

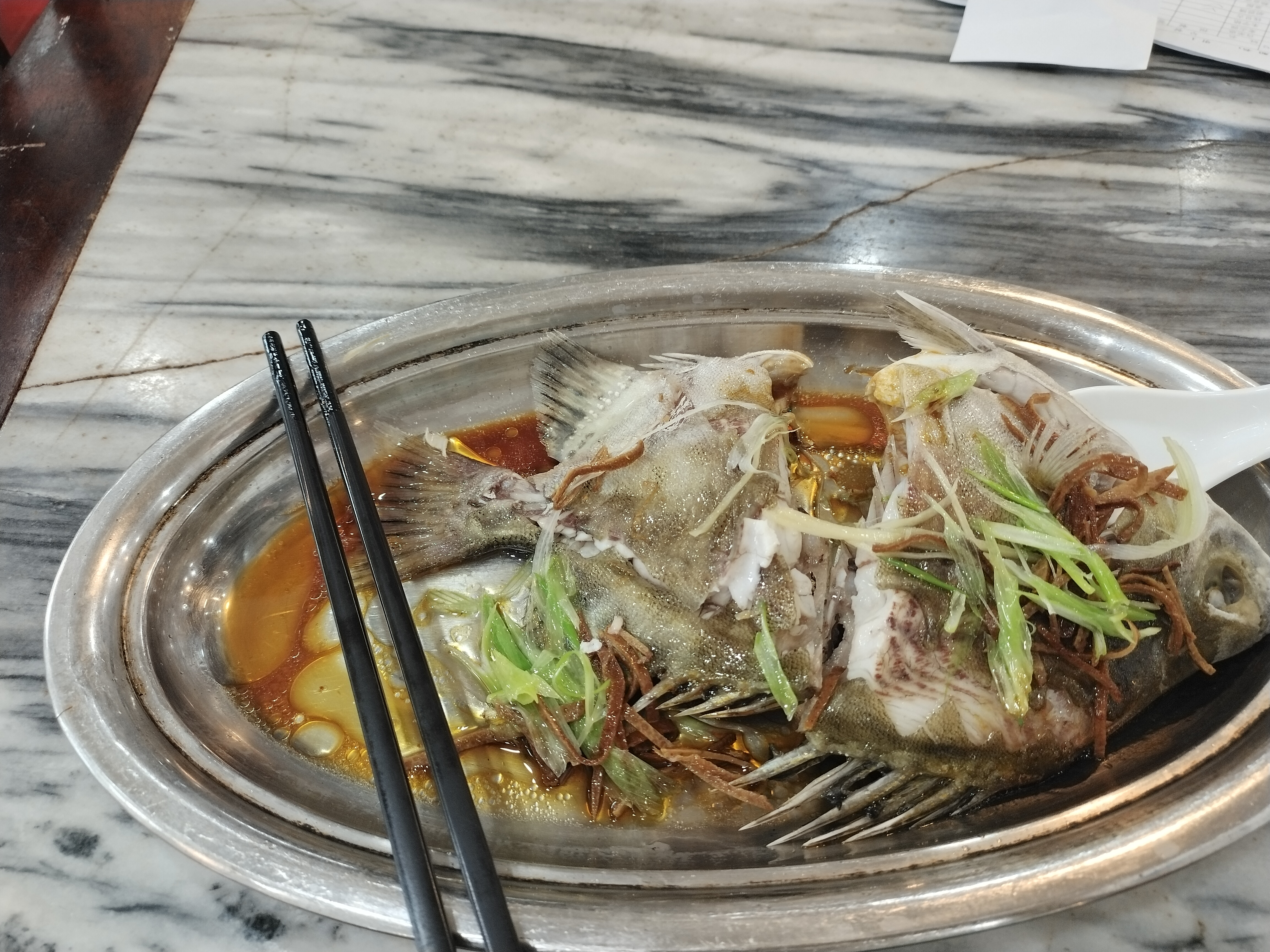
珠海一家海鲜餐厅的果皮蒸金钱鱼

可食用魚，幼魚可作為觀賞魚。

## 扩展阅读
維基物種上的相關：金钱鱼